# Вялье (озеро)
Вя́лье — озеро в Гатчинском районе Ленинградской области. Высота над уровнем моря — 70 м.
Озеро имеет ледниковое происхождение, расположено в комплексном федеральном заказнике «Мшинское болото».

## Описание
Длина озера 8,3 км, ширина — 3,5 км, наибольшая глубина — 9 м.
Озеро вытянуто с севера на юг и соединено с соседним озером Стречно проливом, так что озёра образуют один водоём площадью 35,8 км². Площадь собственно озера Вялье — 19 км². 
Берега озера низкие, заболоченные, изрезанные заливами и бухтами; дно ровное, торфяное, покрытое илом. Береговая растительность скудная, произрастают сосна, ель, берёза, ольха, серебристая ива, берег зарос тростником, хвощом и осокой. Местами берег плавно переходит в болото. Рядом с проливом между озерами Стречно и Вялье расположен крупный остров Большой Рель длиной около 2,5 км, который имеет продолговатую и вытянутую в меридиональном направлении форму.
Озеро труднодоступно, добраться можно только по тропинкам через близлежащие болота.

## Фауна и флора

### Птицы
На озере гнездится много видов уток: гоголи, кряквы, свиязи, чирки, шилохвости, широконоски и др. Кроме этого встречаются гуси и чёрные гагары.

### Звери
На озере встречаются бобры, а в 1950 году в озеро были выпущены 53 чёрно-бурых ондатры (родина зверьков — Северная Америка). Здесь они прижились и размножились. Ондатры находятся под особой охраной заказника.

### Рыба
В озере встречается окунь, щука, ёрш.

### Растения
На озере и его берегах насчитывается до 90 видов растений. Это сфагновые мхи, осоки, пушица, морошка, клюква, голубика, вереск, низкая болотная сосна и др. В некоторых местах можно увидеть водяные лилии.
Особенностью флоры озера является посеянная здесь в 1912 русским учёным В. Я. Генерозовым цицания водная, также известная как «дикий рис» или тускарора. Она образует своеобразные кольцевые заросли, занимающие значительную площадь и охотно поедается водоплавающими птицами.

## История
Во время войны в районе озера располагалась партизанская база, откуда совершались нападения на ближайшую железнодорожную станцию, где находились фашистские склады с боеприпасами. Попытки немцев ликвидировать базу терпели неудачи.